# Anthony Carmona
Anthony Thomas Aquinas Carmona (ur. 7 marca 1953 w Palo Seco) – trynidadzki prawnik i sędzia. Sędzia Międzynarodowego Trybunału Karnego w latach 2012–2013. Prezydent Trynidadu i Tobago od 18 marca 2013 do 19 marca 2018.

## Życiorys
Anthony Carmona urodził się w 1953 w Palo Seco na południu Trynidadu jako najstarszy z sześciorga rodzeństwa. Ukończył szkołę podstawową Santa Flora Government Primary School, a następnie Presentation College w San Fernando. W latach 1973–1977 studiował język angielski i nauki polityczne na Uniwersytecie Indii Zachodnich z siedzibą w Monie na Jamajce, a od 1978 do 1981 prawo na oddziale tej uczelni w Cave Hill w Barbadosie. Od 1981 do 1983 studiował prawo w Hugh Wooding Law School w Saint Augustine w Trynidadzie i Tobago.
W 1983 został przyjęty w szeregi krajowej adwokatury. Wcześniej, w latach 1972-1978 pracował jako nauczyciel w szkołach średnich na Trynidadzie oraz na Jamajce, a od 1981 do 1984 był wykładowcą na Wydziale Lingwistycznym Uniwersytetu Indii Zachodnich w Saint Augustine.
W latach 1983–1989 wykonywał zawód adwokata. W 1989 rozpoczął pracę jako prokurator, którą kontynuował do 2001. W latach 1995–1999 pełnił funkcję zastępcy prokuratora generalnego, a od sierpnia do września 1999 wykonywał jego obowiązki.
W tym czasie zajmował również urząd doradcy prawnego prezydenta Arthura N.R. Robinsona ds. związanych z Międzynarodowym Trybunałem Karnym (MTK) oraz uczestniczył w pracach Komitetu Przygotowawczego ds. powołania MTK. Reprezentował Trynidad i Tobago na wielu międzynarodowych konferencjach związanych ze sprawami przestępczości, korupcji, ekstradycji, przemytu narkotyków i prania brudnych pieniędzy, ochrony świadków, rozwoju systemu prawa karnego oraz sposobów jego egzekwowania.
W latach 2001–2004 pracował jako oskarżyciel apelacyjny w Biurze Prokuratora Międzynarodowego Trybunału Karnego dla byłej Jugosławii z siedzibą w Hadze oraz w Biurze Prokuratora Międzynarodowego Trybunału Karnego dla Rwandy z siedzibą w Aruszy, prowadząc procesy odwoławcze osób skazanych przez obydwie instytucje.
Od 2004 do 2012 zajmował stanowisko sędziego Wydziału Karnego Sądu Najwyższego Trynidadu i Tobago. 12 grudnia 2011 został wybrany sędzią Międzynarodowego Trybunału Karnego na dziewięcioletnią kadencję, którą rozpoczął w Izbie Orzekającej 11 marca 2012.
3 lutego 2013 został mianowany przez premier Kamlę Persad-Bissessar kandydatem na urząd prezydenta Trynidadu i Tobago. Jego kandydatura zyskała również wsparcie ze strony opozycji. 15 lutego 2013, jako jedyny kandydat, został jednogłośnie wybrany przez Zgromadzenie Elektorów, składające się z obu izb parlamentu, na urząd szefa państwa, który objął 18 marca 2013.